# ビンタン区
座標: 北緯10度46分16秒 東経106度35分26秒 / 北緯10.77111度 東経106.59056度
ビンタン区（ビンタンく、ベトナム語：Quận Bình Tân / 郡平新）は、ベトナム・ホーチミン市の区の1つ。

## 行政
ビンタン区は10の坊（Phường）を管轄している。住所表記では坊が略称で書かれることが多い（例：Phường Phạm Ngũ Lão → P. PNL）
- ビンフンホア（Bình Hưng Hòa / 平興和）
- ビンフンホアA（Bình Hưng Hòa A / 平興和A）
- ビンフンホアB（Bình Hưng Hòa B / 平興和B）
- ビンチドン（Bình Trị Đông / 平治東）
- ビンチドンA（Bình Trị Đông A / 平治東A）
- ビンチドンB（Bình Trị Đông B / 平治東B）
- タンタオ（Tân Tạo / 新造）
- タンタオA（Tân Tạo A / 新造A）
- アンラック（An Lạc / 安樂）
- アンラックA（An Lạc A / 安樂A）